# Пергам
Пергам (на гръцки: Πέργαμος) или Пергамо́н (на старогръцки: Πέργᾰμον) е античен град в Еолия, постигнал най-голям разцвет като столица на Пергамското царство през елинистическата епоха. Днес в близост до античния град се намира съвременният град Бергама.

## История
В Пергам е изпърво изобретен пергаментът. Градът се споменава в Библията, в книга Откровение (глава 1, стих 11).
В елинистическия период Пергам е столица на елинистична държава – Пергамско царство, известно с това, че е верен съюзник на Древен Рим. Елинистичният Пергам бил обкръжен от здрава стена с така наречените Врати на Евмен. Над града се е намирал Акрополът, който бил разположен в живописна композиция на тераси, на чийто горни площадки се намирали дворците на пергамските царе и военните арсенали, а малко по-ниско било светилището на Атина-Нике или Атина-Победителка (виж и Храм на Атина-Нике (Химера)).
В Пергам се намирала втората по величина библиотека в античния свят – след Александрийската. Според легендата, предадена от Плиний, в Пергам е изобретен пергамента вследствие от забраната на египетските Птолемеи да се изнася папирус. Библиотеката съдържала по онова време 200 000 пергаментови книги. Тя е изнесена в Римски Египет от Марк Антоний и подарена като сватбен подарък на последната египетска царица Клеопатра VII – за включването ѝ в колекцията на Александрийската библиотека.
Античният град е известен още и с храма на Деметра, големият олтар на Зевс, Пергамския олтар, както и със забележителния си амфитеатър.

## В древногръцката митология
Според древногръцката митология Пергам е основан от сина на Андромаха и Хелен – брат на Хектор (нейният първи съпруг). Новороденият бил наречен Пергам в памет на цитаделата на древна Троя, която се наричала Пергам.
След смъртта на Хелен, Андромаха и Пергам се преселват в Мала Азия, където Пергам основава този град, получил своето название от името на своя основател.

## Археологически разкопки
Разкопките на Пергам започват немските археолози Карл Хуман и Ернст Курциус през 1878 – 1886 и 1900 – 1906 г., като те продължават и следващите години. В равнината около античния град са се съхранили руините на римския град, сред които се откроява Червената зала от времената на „славните петима добри императори“.

## Известни личности
Родени в Пергам
- Авъл Юлий Квадрат (1 – 2 век), политик
- Гален (129 – 216), лекар и философ
- Кратип (1 век пр.н.е.), философ
- Луций Куспий Пактумей Руфин (? – 100), политик

Починали в Пергам
- Лициния (? – 130 пр.н.е.), римлянка
- Лициния (? – 130 пр.н.е.), римлянка
- Марк Перперна (? – 129 пр.н.е.), римски политик
- Публий Корнелий Сципион Назика Серапион (181 пр.н.е. – 132 пр.н.е.), римски политик

Свързани с Пергам
- Аполодор (180 пр.н.е. – 119 пр.н.е.), писател, работил в града след 146 пр.н.е.
- Аристоник Пергамски (? – 129 пр.н.е.), бунтовник
- Евмен II (221 – 158 пр.н.е.), цар
- Евсевий Миндски (4 век), философ, учи и преподава в града около 351